# 30 Dywizjon Rakietowy Obrony Powietrznej
30 dywizjon rakietowy Obrony Powietrznej (30 dr OP) – samodzielny pododdział Wojsk Obrony Przeciwlotniczej.
Dywizjon stacjonował w m. Trzaskowo koło Murowanej Gośliny, podlegał dowódcy 14 samodzielnego pułku artylerii OPK (14 spa OPK), później 79 samodzielnego pułku artylerii OPK (79 spa OPK). Dywizjon rozformowano w 1990 roku.

## Historia
30. dywizjon sformowany został na mocy rozkazu dowódcy WOPK nr 00103/Org z 26 lipca 1963 r. jako 30. dywizjon ogniowy artylerii rakietowej OPK, był jednym czterech dywizjonów ogniowych wchodzących w skład 14 spa OPK:
- 28. do w m. Trzcielin k. Stęszewa;
- 29. do w m. Nieczajna k. Obornik;
- 31. do w m. Czołowo k. Kórnika.

W składzie 14 pułku był również 32. dywizjon techniczny w m. Biedrusko.
Zasadniczym uzbrojeniem dywizjonu był przeciwlotniczy zestaw rakietowy S-75M Wołchow.
Swoje pierwsze strzelania bojowe dywizjon odbył na poligonie w Aszułuku (ZSRR) w 1964 r.
W 1967 roku dywizjon został dozbrojony w baterie 57 mm armat przeciwlotniczych, w celu zapewnienia osłony przeciwlotniczej dywizjonu przed atakami powietrznymi z małych i bardzo małych wysokości.

W 1990 roku koszary i całą infrastrukturę rozformowanego 30. dywizjonu przejął 77 dywizjon rakietowy Obrony Powietrznej

## Dowódcy dywizjonu
- kpt. Michał Konkowski	– 1963–1968;
- mjr Stanisław Markiel	– 1968–1970;
- kpt. Marian Kościuk – 1970–1972;
- ppłk Michał Konkowski	– 1973–1974;
- mjr Eugeniusz Ludwiczek – 1974–1976;
- mjr Jan Walczak – 1976–1979;
- kpt. Zdzisław Gładecki – 1979–1979;
- mjr Feliks Berezowski – 1979–1982;
- mjr Leszek Skowron – 1982–1987;
- mjr Henryk Komorowski	– 1987–1990[1]